# جوليا روزا كلارك
جوليا روزا كلارك (بالإنجليزية: Julia Rosa Clark)‏ هي فنانة جنوب أفريقية، ولدت في 1975 في كيب تاون في جنوب أفريقيا.